# Kopřiva lužní
Kopřiva lužní (Urtica kioviensis) je vzácný, v české přírodě vyhynutím ohrožený druh širokého rodu kopřiva. Její roztříštěný areál výskytu se rozkládá od Dánska přes Střední a Východní Evropu a sever Balkánu až po Izrael. Jedná se o poměrně přehlížený taxon, jehož výskyt může být ve skutečnosti častější. Je to kontinentální druh úvalů nížinných řek. Druhové jméno "kioviensis" pochází z toho, že byla poprvé popsána z okolí Kyjeva.

## Výskyt v Česku
V přírodě ČR byla známa z nálezu u Moravského Písku na jihovýchodní Moravě, kde však koncem 20. století (pravděpodobně ve spojitosti s vykácením vlhkého lesního stanoviště) vymizela. V současnosti jsou na jižní Moravě známa dvě místa, kde roste: jsou to přírodní rezervace Plačkův les a říčka Šatava na Svratce v okrese Brno-venkov a národní přírodní rezervace Ranšpurk na soutoku Moravy a Dyje u obce Lanžhot v okrese Břeclav. Toto druhé, nově nalezené místo se nachází asi 10 km od nejsevernější známé lokality tohoto druhu v Rakousku, v Dolních Rakousech u obce Hohenau an der March.

## Ekologie
Kopřiva lužní je hemikryptofyt, který je vázán na vlhká až mokřadní, polostinná stanoviště na světlých okrajích olšových a vrbových luhů. Má specifické nároky na prostředí i fenologický vývoj. Obvykle roste na obnažených dnech nebo březích vodních nádrží v pravidelně zaplavovaných lužních lesích planárního stupně. Na moravských lokalitách se vyskytuje při okrajích lesních tůní.[zdroj?]
Rostlina přezimuje ve formě plazivé lodyhy se zelenými listy, která je hustě porostlá žahavými chlupy. S nástupem jara listy na přezimujících lodyhách odumírají a začínají se objevovat nové, vzpřímené lodyhy s adventivními kořeny, v polovině května bývají nové rostliny již vysoké přes 2 cm. Prvá květenství se na rostlinách vyvíjejí od července do srpna a zralé nažky jsou uvolňovány v září a říjnu. Současně odplozené lodyhy zasychají a olisťují se přezimující lodyhy.

## Popis
Vytrvalá bylina s vystoupavou, v horní části se větvící lodyhou vysokou 30 až 200 cm, vyrůstající ze žlutavého, tlustého, plazivého oddenku. Lodyha je dutá, tenkostěnná, křehká, nevýrazně hranatá, s roztroušenými žahavými chlupy, na bázi bývá tlustá 5 až 8 mm a v uzlinách je schopná zakořenit.
Vstřícné listy s dlouhými řapíky mají vejčité čepele dlouhé 5 až 20 cm a široké 3 až 10 cm, které jsou na bázi srdčité, po obvodě hrubě pilovité až zubaté a na vrcholu špičaté. Lícní strana žilnatých čepelí je lesklá, světle zelená a lysá, nebo řídce porostlá žahavými trichomy, rubová strana bývá obvykle lysá. Celokrajné palisty kopinatého tvaru jsou ve spodní části lodyhy volné a v horní části jsou sousední palisty do poloviny srostlé.
Jednodomé rostliny mají jednopohlavné květy sestavené do klasovitých květenství vyrůstající z úžlabí listů. Květenství ve spodní části lodyhy obsahují květy samčí, v horní části samičí a květenství ve středu lodyhy mívají květy samčí i samičí. Květy jsou opylovány větrem a dávají vzniknout drobným plodům, úzce eliptickým nažkám, které jsou asi 2 × 1 mm velké, lesklé a hnědě zbarvené. Po blízkém okolí se rostliny rozrůstají plazivými lodyhami, na větší vzdálenosti se šíří nažkami odfoukávanými větrem nebo odplavovanými vodou. Ploidie druhu je 2n = 26.

## Ohrožení
Druh je nejvíce ohrožován ničením vhodných stanovišť, kdy jsou mokřiny úporně vysušovány a měněny v zemědělsky využitelnou půdu nebo jsou káceny nepříliš výnosné lužní lesy a nahrazovány "hodnotnějšími" dřevinami.
Kopřiva lužní je v současnosti považována v České republice za kriticky ohrožený druh (C1). Protože před rokem 2000 nebyla spatřena více než 25 let, byla jí ve starších hodnoceních přisouzena kategorie vyhynulý druh (A1).